# Trifenilmetà
El trifenilmetà o trifenil metà és l’ hidrocarbur amb la fórmula (C ₆ H ₅) ₃ CH. Aquest sòlid incolor és soluble en dissolvents orgànics no polars i no en aigua. El trifenilmetà és l'esquelet bàsic de molts colorants sintètics anomenats colorants de triarilmetà, molts d’ells són indicadors de pH i alguns presenten fluorescència. Un grup tritil en química orgànica és un grup trifenilmetil Ph ₃ C, per exemple, clorur de trifenilmetil (clorur de tritil) i el radical trifenilmetil (radical tritil).

## Preparació
El trifenilmetà va ser sintetitzat per primera vegada el 1872 pel químic alemany August Kekulé i el seu alumne belga Antoine Paul Nicolas Franchimont (1844-1919) escalfant el difenilmercuri (Hg (C ₆ H ₅) ₂, Quecksilberdifenil) amb clorur benzal (C ₆ H ₅ CHCl ₂, Benzilenclorur).
El trifenilmetà es pot sintetitzar mitjançant la reacció de Friedel – Crafts a partir del benzè i el cloroform amb un catalitzador de clorur d’alumini :
3 C ₆ H ₆ + CHCl ₃ → Ph ₃ CH + 3 HCl
Alternativament, benzè pot reaccionar amb tetraclorur de carboni utilitzant el mateix catalitzador per obtenir la triphenylmethyl clorur de–clorur d'alumini entre que és hidrolitzat amb diluir àcid:
3 C ₆ H ₆ + CCl ₄ + AlCl ₃ → Ph ₃ CCl · AlCl ₃
Ph ₃ CCl · AlCl ₃ + HCl → Ph ₃ CH
També s’utilitza la síntesi de clorur de benzilidè, preparat a partir de benzaldehid i pentaclorur de fòsfor.

## Reaccions de l'enllaç CH
El p K a és 33,3. El trifenilmetà és significativament més àcid que la majoria dels altres hidrocarburs perquè la càrrega es deslocalitza en tres anells fenilics. Tanmateix, els efectes estèrics impedeixen que els tres anells fenils assoleixin coplanaritat simultàniament. En conseqüència, el difenilmetà és encara més àcid, perquè en el seu anió la càrrega s'estén per dos anells fenil alhora. L’ anió tritil és vermell. Aquest color es pot utilitzar com a indicador en les valoracions àcid-base.
La sal de sodi es pot preparar també a partir del clorur :
(C ₆ H ₅) ₃ CCl + 2 Na → (C ₆ H ₅) ₃ CNa + NaCl
L'ús del tritilsodi com a base forta i no nucleòfila ha estat eclipsat per la popularització del butil·liti i les bases fortes relacionades.
L’ enllaç Ph 3 CH és relativament feble, amb una energia de dissociació d’enllaços (BDE) de 81 kcal / mol. Per contra, el BDE del metà és de 105 kcal / mol.

## Tints de triarilmetà
Exemples de colorants de triarilmetà són
- el verd de bromocresol :
- el verd de malaquita que porta nitrogen :